# Peter H. Rossi
Peter Henry Rossi (* 27. Dezember 1921 in New York City; † 7. Oktober 2006 in Amherst, Massachusetts) war ein US-amerikanischer Soziologe.

## Leben
Rossi war Sohn italienischer Einwanderer. Er promovierte 1951 in Soziologie an der Columbia University in New York, wechselte an die Harvard University und wurde später an der University of Chicago zum Professor ernannt.
Mit dem Ruf an die Johns Hopkins University in Baltimore wurde er Ordinarius für Soziologie. 1974 wechselte er in selbiger Position an die University of Massachusetts Amherst.
In seinem Lehrbuch Evaluation: A Systematic Approach (deutsch: Auswertung, eine systematische Herangehensweise) dokumentierte Rossi die von ihm propagierte, mathematisch getriebene, systematische Herangehensweise an soziologische Aufgabenstellungen.
Seine wissenschaftliche Arbeit beschäftigte sich unter anderem mit dem Problem der Wohnungslosen in den USA und der Effizienz der Unterstützung von Bedürftigen.
Rossi war gewähltes Mitglied der American Academy of Arts and Sciences (1986) und der American Association for the Advancement of Science. Er war 71. Präsident der American Sociological Association.
Er war verheiratet und Vater von drei Kindern.